# Treonin
A treonin (rövidítve Thr vagy T) az α-aminosavak közé tartozó szerves vegyület, képlete HO2CCH(NH2)CH(OH)CH3. Esszenciális aminosav, vagyis az emberi szervezet nem képes előállítani, a táplálékkal együtt kell bevinni. Kodonjai az ACU, ACA, ACC és ACG. Poláris oldallánca van, a szerinnel együtt azon fehérjealkotó aminosavak közé tartozik, melyeken alkoholcsoport található (a tirozin nem alkohol, hanem fenol, mivel benne a hidroxilcsoport közvetlenül egy aromás gyűrűhöz kapcsolódik, így sav-bázis és redoxi sajátságai különböznek).
A treonin gyökön számos poszttranszlációs módosítás történhet. A hidroxi oldallánc O-glikozilálódhat, továbbá a treonin gyök a treonin kináz hatására foszforilálódhat. Foszforilált formájában foszfotreoninnak is nevezik.

## Felfedezése
A 20 fehérjealkotó aminosav közül utolsóként fedezte fel az 1930-as években William Cumming Rose.

## Sztereoizoméria
|                                                  |
| L-treonin (2S,3R) és D-treonin (2R,3S)           |
|                                                  |
| L-allo-treonin (2S,3S) és D-allo-treonin (2R,3R) |

A treoninban két kiralitáscentrum található, így négy sztereoizomerje van, melyek konfigurációja (2S,3R), (2R,3S), (2S,3S) és (2R,3R). Az L-treonin nevet azonban csak egyetlen enantiomerre, a (2S,3R)-2-amino-3-hidroxibutánsavra használják. A második, a természetben csak ritkán előforduló (2S,3S) sztereoizomert L-allo-treoninnak hívják. A további két sztereoizomer, a (2R,3S)- és (2R,3R)-2-amino-3-hidroxibutánsav jelentősége csekély.

## Bioszintézis
A treonin, mint esszenciális aminosav az emberben nem szintetizálódik, így treonintartalmú fehérjék formájában kell bevinni a szervezetbe. Növényekben és mikroorganizmusokban a treonin aszparaginsavból szintetizálódik α-aszparatil-szemialdehiden és homoszerinen keresztül. A homoszerin O-foszforiláción megy keresztül; a foszforsavészter az OH-csoport áthelyeződésével együtt járó hidrolízisen megy keresztül.  A treonin tipikus bioszintézisében részt vevő enzimek közé tartozik:
1. aszpartokináz
2. β-aszpartát szemialdehid dehidrogenáz

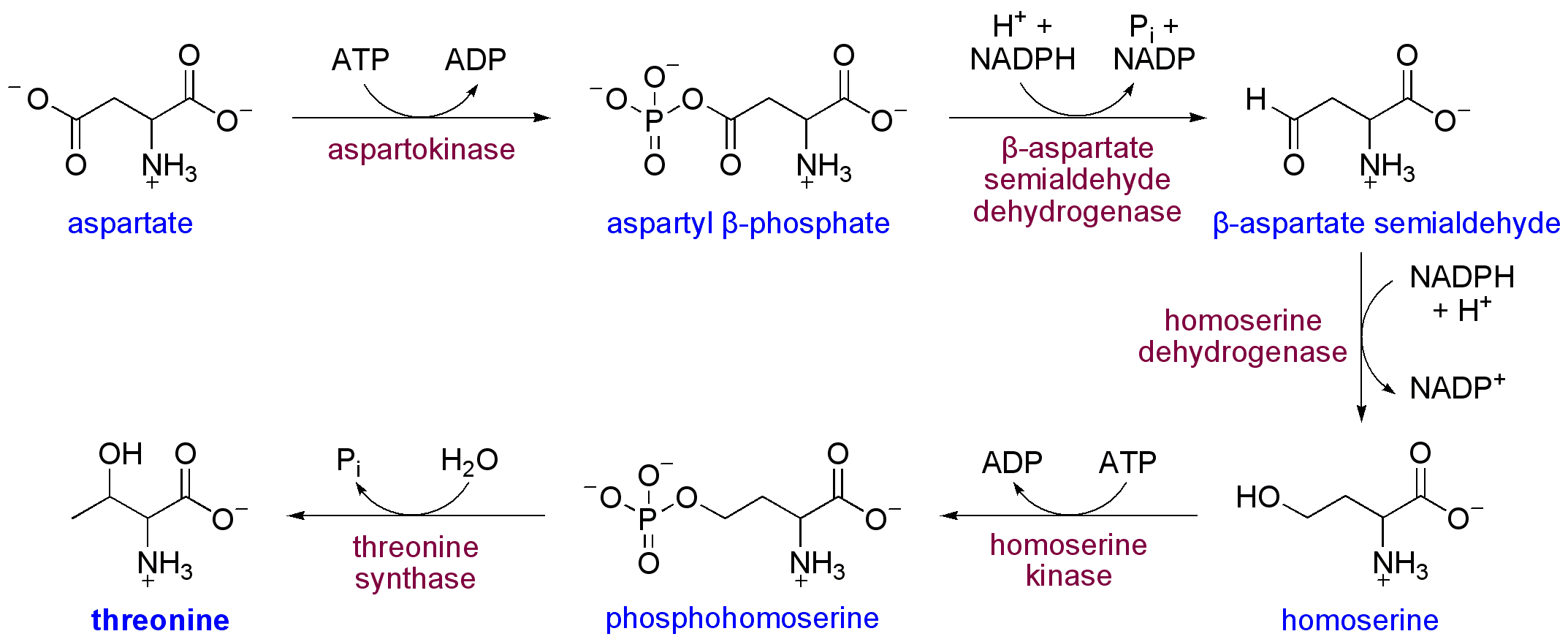
A treonin bioszintézise

3. homoszerin dehidrogenáz
4. homoszerin kináz
5. treonin szintetáz.

## Metabolizmus
A treonin két útvonalon metabolizálódik:
- piruváttá alakul a treonin-dehidrogenáz enzimen keresztül. Ennek az útvonalnak egy köztes terméke CoA-val tiolízisen mehet keresztül, ekkor acetil-CoA és glicin keletkezik.
- Emberekben egy kevésbé elterjedt útvonalon a szerin-dehidratáz enzimen keresztül alfa-ketobutiráttá alakulhat, így belépve a szukcinil-CoA-hoz vezető útvonalra.

## Táplálékforrás
A magas treonintartalmú élelmiszerek közé tartozik a gomolya, baromfi, hal, hús, lencse és a szezámmag.
Racém treonin előállítható krotonsavból higany(II)-acetáttal végzett reakcióval, majd ezt követő alfa-funkcionalizálással.

## Fordítás
Ez a szócikk részben vagy egészben a Threonine című angol Wikipédia-szócikk ezen változatának fordításán alapul.  Az eredeti cikk szerkesztőit annak laptörténete sorolja fel. Ez a jelzés csupán a megfogalmazás eredetét és a szerzői jogokat jelzi, nem szolgál a cikkben szereplő információk forrásmegjelöléseként.